# Марачёвка (Тыва)
Марачевка, Марачёвка — арбан в Тандинском кожууне Республики Тыва. Входит в состав Балгазынского сумона.

## География
Арбан находится в лесистой местности центральной части республики, в предгорьях хребта Восточный Танну-ола, у р. Марачёвка (правый приток р. Терьга) и озера Марачёвка.
Уличная сеть отсутствует.
Климат
Арбан, как и весь Тандинский кожуун, находится на территории, приравненной к районам Крайнего Севера.

## Население
| 2002 | 2010 |
| ---- | ---- |
| 88   | ↘24  |

Национальный состав
Согласно Всероссийской переписи населения 2002 года тувинцы составляют 70 %.

## Инфраструктура
Животноводство. В 2014 году в арбане прошел республиканской конкурс операторов машинного доения коров.

## Транспорт
Просёлочные дороги. 